# Аркелл, Сузан
Сузан Аркелл (англ. Susan Arkell; род. 28 октября 1965) — английская шахматистка, международный мастер (1996).
В составе сборной Англии участница 9-и Олимпиад (1984—2000). Межзональный турнир Смедеревска-Паланка (1987) — 8—9-е места. Периодически выступает в мужских соревнованиях: Калькутта (1987) — 7-е; Гастингс (1987/1988, побочный турнир) — 3—7-е места.

## Изменения рейтинга
| Графики недоступны из-за технических проблем. См. информацию на Фабрикаторе и на mediawiki.org. |